# أكمة الطريف (حبيش)
اكمه الطريف (حبيش)

تعديل مصدري - تعديل

اكمه الطريف محلة تابعة لقرية بين الاكام، التابعة لعزلة جبل خضراء بمديرية حبيش إحدى مديريات محافظة إب في الجمهورية اليمنية، بلغ تعداد سكانها 59 حسب تعداد اليمن لعام 2004.